# Английский язык на Украине
Английский язык принадлежит к языкам международного общения в Украине наряду с государственным языком.
На английском языке в Украине обязаны владеть некоторые госслужащие, военнослужащие, работники таможенной, налоговой или экстренных служб. Кроме того, английский язык является обязательным в образовательных учреждениях, культурно-художественных учреждениях, медицинской сфере и других общественных сферах жизни.

## История
В Украине существуют обязательные экзамены, которые определяют уровень английского языка в учащихся и студентов, в частности, государственная итоговая аттестация (ГНА), внешнее независимое оценивание (ВНО) и единый вступительный экзамен (ЕВЭ). На государственных должностях уровень английского языка будет определяться по общеевропейским компетенциям владения иностранным языком (стандарт CEFR). Для военнослужащих – по стандарту НАТО STANAG 6001.

## Закон Украины «О применении английского языка в Украине»
В августе 2022 года Министерство культуры и информационной политики Украины разрабатывало законопроект об особом статусе английского языка в Украине как языке международного общения. 17 июня 2023 года премьер-министр Денис Шмигаль сообщал, что Кабинет Министров Украины готовит законопроект, который закрепит английский язык международного общения. Соответствующий законопроект был инициирован президентом Украины Владимиром Зеленским и зарегистрирован 28 июня 2023 года.
22 ноября 2023 года Верховная Рада Украины приняла в первом чтении законопроект.
4 июня 2024 г. Верховная Рада Украины проголосовала во втором чтении за законопроект о применении английского языка в Украине. 26 июня президент Украины Владимир Зеленский подписал законопроект, который официально закрепил английский язык как один из языков международного общения в Украине.
Закон определяет категории должностей, кандидаты на которые должны владеть английским языком, и регулирует особенности его использования в работе органов государственной власти, местного самоуправления, подразделений экстренной помощи, на границе, в сферах образования, транспорта и здравоохранения. Закон определяет перечень должностей, для которых установлены требования об обязательном владении английским языком, в частности:
- госслужащих категории «А» (госсекретарь Кабмина и его заместители и т.п.),
- «Б» (руководители структурных подразделений государственных органов и их заместители и т.п.),
- и «В» (государственные должностные лица, не вошедшие в предыдущие две категории);
- председатели местных госадминистраций и их заместители;
- военнослужащие офицерского состава, служащие по контракту;
- полицейские среднего и высшего состава, руководители других правоохранительных органов, перечень которых определит Кабмин;
- прокуроры;
- работники таможенной и налоговой служб;
- руководителей, членов исполнительного органа, членов наблюдательного совета (совета директоров) и других должностных лиц государственных предприятий, хозяйственных обществ, в уставном капитале которых более 50 % акций (долей) принадлежат государству;
- руководителей государственных научных учреждений;
- руководителей учреждений высшего образования;
- в области образования и науки.

Кроме того, лицам, владеющим английским на уровне не ниже В2, устанавливается надбавка в размере 10% должностного оклада. Организацию проведения экзамена на определение уровня владения английским языком будет проводить Государственная служба качества образования Украины. Экзамен можно сдавать неограниченное количество раз, но не более одного раза в четыре месяца.
Заведения дошкольного образования должны обеспечивать обязательное изучение английского детям младшего, среднего и старшего дошкольного возраста. Официальные интернет-представители и официальные вебсайты учреждений высшего образования и научных учреждений должны будут дублировать свою информацию также на английском языке.
Государство также будет способствовать применению английского языка в сфере культуры. Эти нормы распространяются также на информационные материалы о культурно-художественных и зрелищных мероприятиях, информацию о музейных предметах, музейных коллекциях и музейных собраниях, документах Национального архивного фонда, которые демонстрируются в государственных и коммунальных музеях, архивных учреждениях и на выставках.
В сфере здравоохранения закон предусматривает возможность предоставления медицинских услуг на английском языке по просьбе иностранцев, а также наличие информации о медицинских учреждениях на английском языке. Кроме того, заведения здравоохранения должны дублироваться на английском языке.
Также информация по-английски должна размещаться в информационно-ориентационных указателях о туристических ресурсах Украины, а также в аэропортах, морских и речных портах, в транспортных средствах, осуществляющих международные перевозки, на железнодорожных вокзалах, автовокзалах информация должна дублироваться на английском.

### Кинотеатры
Согласно первой версии законопроекта, доля английскоязычных фильмов, которые демонстрируются в кинотеатрах на языке оригинала с украинскими субтитрами, в 2025 году должна составлять 50%, в 2026 году — 75%, с 2027 — 100%. После внесения в Верховную Раду законопроекта о статусе английского языка в обществе начались острые дискуссии по ряду его положений, в частности, по дубляжу.
Уполномоченный по защите государственного языка Тарас Кремень заявил, что «попытки применить в Украине режим двуязычия неконституционны». Он ссылается на решение Конституционного суда от 14 июля 2021 года, в котором говорится, что ни один гражданин Украины «не обязан владеть другим языком, чем государственный», а любая угроза национальному языку «означает угрозу национальной безопасности». В свою очередь вице-премьер по инновациям, развитию образования, науки и технологий — министр цифровой трансформации Украины Михаил Фёдоров считал постепенный отказ от украинского дубляжа полезным, ведь это поможет развить украинский кинематограф, появится больше «топовых украинских лент», а просмотр фильмов в кинотеатрах на языке оригинала «прокачает скилы» украинцев по знанию английского языка.
Сразу же на сайте президента Украины была зарегистрирована электронная петиция с просьбой пересмотреть положение законопроекта о статусе английского языка в части демонстрации англоязычных фильмов без украинского дубляжа, набравшего 9 июля более 25 тысяч. Подобная петиция была создана и на сайте Кабинета министров Украины.
3 июля 2023 года заместитель председателя комитета Верховной Рады по гуманитарной и информационной политике Евгения Кравчук сообщила, что нормы законопроекта, касающиеся дубляжа фильмов в кинотеатрах доработают.
Общественный союз «Коалиция Реанимационный Пакет Реформ» призвал Верховную Раду изъять из законопроекта №9432 нормы, касающиеся кино и телевидения.
26 июля 2023 года Центр Разумкова обнародовал опрос, согласно которому 55% украинцев высказались за просмотр английскоязычных фильмов с украинским дубляжем, а лишь 8% респондентов предпочли бы просмотр на английском языке с украинскими субтитрами, еще 2% – просмотр просто английском языке и 7% – на русском языке.
При принятии законопроекта в первом чтении была изъята норма, отменяющая украинский дубляж английских фильмов. Однако в Верховной Раде Украины его сняли с повестки дня из-за уже новой поправки о дубляже фильмов, которая касалась соотношения между фильмами, дублируемыми на украинском языке с английским языком, к тем фильмам, которые могут демонстрироваться на языке оригинала, на уровне 50 на 50 процентов.
В соответствии с уже действующим Законом Украины «О применении английского языка в Украине» действуют квоты, которые допускают только до 10% сеансов на английском языке (без изменений). Также правительство возмещает кинотеатрам из государственного бюджета сеансы, где фильмы демонстрируются не на украинском, а на английском языке.

## Исследование
Согласно результатам онлайн исследования, которое также проводили TNS в проекте Украина Speaking, за 2015 год «изучали английский 89%, но только 18% украинцев владеют им на уровне выше среднего».
Согласно индексу владения английским языком (EF EPI) за 2023 год, Украина находится на 45-м месте (среди 113 стран), что соответствует среднему уровню.